# Sebastian Colțescu
Sebastian Colțescu, né le 6 mai 1977 à Craiova, est un arbitre international de football roumain.

## Controverse
Le 8 décembre 2020, lors de la 6e journée de Ligue des champions Paris SG - İstanbul Başakşehir, Pierre Webó, adjoint de l'entraîneur de Başakşehir, exprime son mécontentement à la suite d'un tacle appuyé, non sanctionné d'un carton jaune. Il est jugé trop véhément par Sebastian Colțescu, quatrième arbitre, qui demande à l'arbitre central de le sanctionner, en lui disant, en roumain, « C’est le Noir [negru, en roumain] ici. Va voir et identifie-le. Ce gars, le Noir ». Le Camerounais, qui a cru entendre « negro », lui demande alors, furieux, « Pourquoi avez-vous dit “negro” ? ». Il le répète plusieurs fois lorsque l’arbitre arrive à son niveau. Sous l'impulsion de Demba Ba, les deux équipes décident de rejoindre le vestiaire pour protester contre les propos qu'ils considèrent racistes de Colțescu. Le match ne reprendra que le lendemain, situation inédite dans la compétition et le monde du football. 
L'UEFA a investigué sur ce cas et a estimé que Sebastian Colțescu n'avait pas eu de conduite raciste ou discriminatoire. Elle l'a cependant suspendu d'arbitrage pour le reste de la saison, pour avoir eu un « comportement inapproprié » durant ce match. De nombreux médias estimeront que l'incident était avant tout un malentendu lié à la méconnaissance du roumain.